# Josh Barnett
Josh Barnett, född 10 november 1977 i Seattle, USA, är en amerikansk MMA-utövare som tävlar som tungviktare. Barnett har bland annat varit mästare i UFC och King of Pancrase, och besegrat Dan Severn, Randy Couture och Antônio Rodrigo Nogueira. Barnett har åkt fast för dopning vid tre tillfällen, en av gångerna efter att ha besegrat Randy Couture i en titelmatch i UFC.
Barnett gick sin första professionella MMA-match 1997 och debuterade i UFC i november 2000 efter att ha varit obesegrad i sina sex första matcher. Han gick fem matcher i organisationen och vann fyra av dessa. I sin sista match besegrade han Randy Couture och blev mästare i tungviktsklassen, efter att ha testats positivt för dopning efter matchen blev han dock av med titeln. Han gick sedan matcher i organisationer som Pancrase och K-1 innan han skrev kontrakt med Pride där han debuterade i oktober 2004. Han gick nio matcher i Pride och vann fem av dessa, av de fyra förlusterna kom tre mot Mirko Filipovic, innan organisationen lades ner 2007. 
Den 13 september 2010 skrev Barnett på ett kontrakt med organisationen Strikeforce.